# Wanani
Wanani is een plaats op het eiland Mohéli behorend tot de Comoren.
In 2010 woonden er ongeveer 2500 mensen. Het ligt circa 10 km van de hoofdstad Fomboni. In het dorp staat een moskee. In de omgeving worden veel bananen, cassave en aardappels geteeld.